# パックマンパーティ
『パックマンパーティ』は、2010年12月16日にバンダイナムコゲームス（後のバンダイナムコエンターテインメント）より発売されたWii用ゲームソフト。
2012年3月22日にはニンテンドー3DS版『パックマンパーティ 3D』が発売された。タッチやスライドに対応したミニゲームが収録されている。

## ゲーム内容
パックマンのキャラクター達をボードゲーム風に操作し、目標枚数のクッキーを獲得してスタート兼ゴールのクッキー工場に最初に戻ると勝利となる。
進むマスは「スロットマシーン」「風船わり」「ルーレットダーツ」「ごろりんボール」といったステップゲームでプレイヤー全員が同時に数字を決める。
フィールド上にある城を自分の城にしたり、他人の城をミニゲームに勝利することで奪うと、クッキーを多く獲得出来る。
フィールド上の特定のマスを通過すると地形が変化。城が沈んだり、ボスとのバトルが発生する。

## モード
- パーティモード - 最大4人までの対戦プレイ。
- ストーリーモード - 1人プレイ。ゴースト達（CPU）との対戦。
- クラシックモード - クラシックゲームのパックマン・ギャラガ・ディグダグを収録。